# 銀聯控股
銀聯控股有限公司，簡稱銀聯控股和銀聯集團（英語：Bank Consortium Holding Limited），在1999年，由亞洲金融集團有限公司、創興銀行有限公司、大新銀行有限公司、富邦銀行（香港）有限公司、中國工商銀行（亞洲）有限公司、華僑永亨銀行有限公司、上海商業銀行有限公司及招商永隆銀行有限公司於總部香港合組聯營成立，名為「銀聯信託有限公司」。業務在本港經營提供客戶服務﹑投資策劃及退休策劃，以及投資者教育等服務。
2017年3月中，銀聯控股母公司為首亞洲金融集團有限公司主席陳智思指出，該公司為可供拆售，但再指出由於收入不錯，暫時未有出售打算。
2023年5月，銀聯金融有限公司與銀聯信託有限公司組成的BCT銀聯集團成為景順香港強積金業務的保薦人。

## 外部連結
- bcthk.com （页面存档备份，存于）